# Кочующий Собор
«Кочу́ющий Собо́р» — историческая мистификация, впервые изложенная деятелем неканонического православия Амвросием (Сиверсом), согласно которой в 1928 году в условиях гонений со стороны советской власти якобы состоялся тайный собор катакомбной церкви.

## Деяния «собора» (согласно Амвросию Сиверсу)
Собор проходил с 9 марта по 8 августа в 4 этапа. Местом проведения собора являлись конспиративные квартиры в городах Сызрань, Елец, Вышний Волочок. Непосредственными организаторами Собора были даниловцы во главе с архиепископом Феодором и епископом Марком (Новосёловым) (достоверные сведения о пострижении в монашество и хиротонии Михаила Новосёлова во епископа отсутствуют), а также «андреевцы», которые изначально не признавали за действующим митрополитом Петром никаких полномочий. Всего в Соборе приняло участие не более 70 делегатов от различных православных общин России под председательством епископа Марка.
Собор выработал 29 канонов. Главным решением Кочующего Собора было осуждение «ереси сергиан» (1, 2 и 6 каноны). Другим важным результатом Собора была реабилитация старообрядцев и осуждение Собора 1666 года как разбойничьего (12 канон). Царская Семья причислялась к лику священномучеников (15 канон). Упрощался церковный порядок, допускалась возможность богослужений без священников (22 канон). «Настоящий шок» вызвали на Соборе документы, согласно которым Серафим Саровский объявлялся старообрядцем, а его официальное житие сфальсифицированным.
В деяниях Собора были имяславческие пункты.

## Признание и оценки
Сомнения в реальности «Кочующего Собора» вызваны тем, что единственным источником информации о нём является активист неканонического православия Амвросий (Сиверс) с сомнительной репутацией. С другой стороны, некоторые исследователи (Б. Кутузов, И. Яблоков) сомневаются, что Кочующий Собор является исключительно выдумкой Амвросия, и признают его подлинность.
Истинность Собора отвергается Русской Православной Церковью, но признаётся Украинской автокефальной православной церковью канонической и, по некоторым утверждениям, старообрядцами белокриницкого согласия.